# Qualificazioni alla Coppa delle nazioni africane 2025 - Gruppo B

## Classifica
| Squadra            | Pt | G | V | N | P | GF | GS | DR  |
| ------------------ | -- | - | - | - | - | -- | -- | --- |
| Marocco            | 18 | 6 | 6 | 0 | 0 | 26 | 2  | +24 |
| Gabon              | 10 | 6 | 3 | 1 | 2 | 7  | 9  | -2  |
| Lesotho            | 4  | 6 | 1 | 1 | 4 | 2  | 13 | -11 |
| Rep. Centrafricana | 3  | 6 | 1 | 0 | 5 | 3  | 14 | -11 |

## Risultati

### 1ª giornata
| Arbitro: | Youcef Gamouh |

|                                             |           |                   |
| Louis Mafouta 1’, 24’ Goduine Koyalipou 62’ | Marcatori | 56’ Motebang Sera |

| Arbitro: | Dahane Beida |

|                                                                        |           |                                      |
| Hakim Ziyech 10’ (rig.), 26’ (rig.) Brahim Díaz 59’ Ayoub El Kaabi 82’ | Marcatori | 40’ (rig.) Pierre-Emerick Aubameyang |

### 2ª giornata
| Arbitro: | Clément Kpan |

|  |           |                   |
|  | Marcatori | 90+3’ Brahim Díaz |

| Arbitro: | Mahmood Ali Mahmood Ismail |

|                                                        |           |  |
| Pierre-Emerick Aubameyang 11’ (rig.) Shavy Babicka 39’ | Marcatori |  |

### 3ª giornata
| Franceville 11 ottobre 2024, ore 21:00 | Gabon               | 0 – 0 referto | Lesotho | Stade de Franceville\| Arbitro: \| Adissa Abdul Ligali \| |
| Arbitro:                               | Adissa Abdul Ligali |               |         |                                                           |

| Arbitro: | A. Bass |

|                                                                                             |           |  |
| Abde Ezzalzouli 18’ Azzedine Ounahi 38’, 45+2’ Achraf Hakimi 45’ Soufiane Rahimi 71’ (rig.) | Marcatori |  |

### 4ª giornata
| Arbitro: | N. L. Toure |

|  |           |                                                                              |
|  | Marcatori | 34’, 37’ Eliesse Ben Seghir 50’ (rig.) Youssef En-Nesyri 65’ Abde Ezzalzouli |

| Arbitro: | Dan Laryea |

|  |           |                                           |
|  | Marcatori | 55’ Shavy Babicka 84’ Rody Junior Effaghe |

### 5ª giornata
| Arbitro: | Boubou Traoré |

|                    |           |  |
| Neo Mokhachane 51’ | Marcatori |  |

| Arbitro: | Abongile Tom |

|                  |           |                                                                                |
| Denis Bouanga 4’ | Marcatori | 17’ Jamal Arkass 20’, 23’ Brahim Díaz 81’ Youssef En-Nesyri 90’ Ismael Saibari |

### 6ª giornata
| Arbitro: | Dahane Beida |

|  |           |                         |
|  | Marcatori | 74’ (rig.) Guélor Kanga |

| Arbitro: | Jean Jacques Ndala Ngambo |

| |           |  |
| Brahim Díaz 5’, 15’, 42’ Soufiane Rahimi 37’, 45+2’ (rig.) Youssef En-Nesyri 68’ Ismael Saibari 70’ | Marcatori |  |